# Кронталер, Андреас
Андреас Кронталер (нем. Andreas Kronthaler; 11 марта 1952, Эрль, Тироль — 14 марта 2025) — австрийский стрелок, призёр Олимпийских игр.
Андреас Кронталер родился в 1952 году в Эрле. В 1984 году стал обладателем серебряной медали Олимпийских игр в Лос-Анджелесе. В 1985 году завоевал бронзовые медали чемпионатов мира и Европы.
В 1996 году получил почётный знак «За заслуги перед Австрийской Республикой».
Умер 14 марта 2025 года в возрасте 73 лет.